# ژن گواریلیا

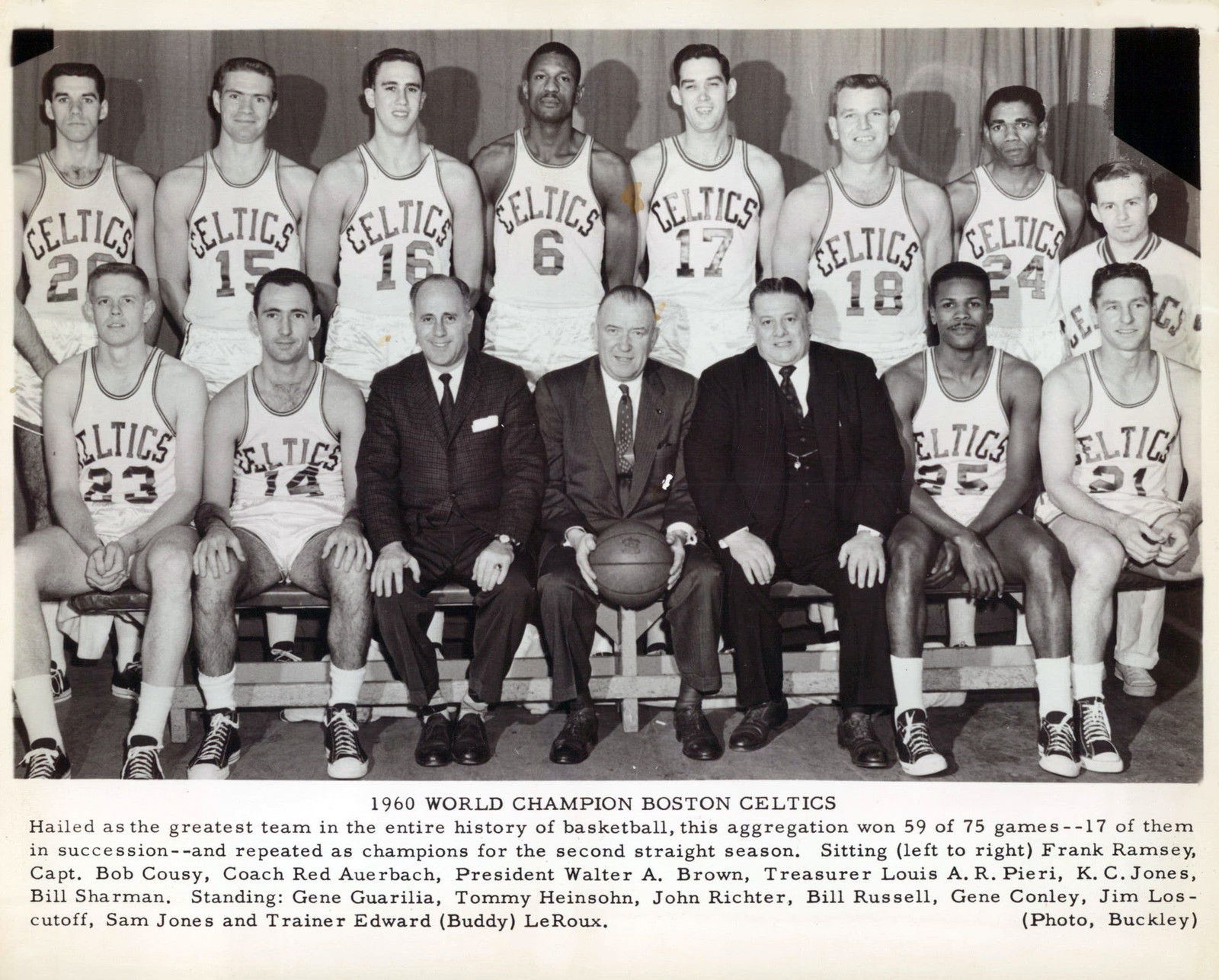
نمایی از بازیکنان تیم بوستون سلتیکس در سال ۱۹۶۰

ژن گواریلیا (انگلیسی: Gene Guarilia؛ ۱۳ سپتامبر ۱۹۳۷ – ۲۰ نوامبر ۲۰۱۶) بازیکن بسکتبال اهل ایالات متحده آمریکا بود.
از باشگاه‌هایی که در آن بازی کرده‌است می‌توان به بوستون سلتیکس اشاره کرد.